# Conferenza ecclesiale dell'Amazzonia
La Conferenza Ecclesiale dell'Amazzonia, in sigla CEAMA, è l'assemblea permanente dei membri della Chiesa cattolica della regione panamazzonica. Dal 27 marzo 2022 è presieduta dal cardinale Pedro Ricardo Barreto Jimeno, S.I., arcivescovo emerito di Huancayo.

## Cronotassi

### Presidenti
- Cardinale Cláudio Hummes, O.F.M. (29 giugno 2020 - 27 marzo 2022)
- Cardinale Pedro Ricardo Barreto Jimeno, S.I., dal 27 marzo 2022

### Primi Vicepresidenti
- Vescovo David Martínez de Aguirre Guinea, O.P. (29 giugno 2020 - 27 marzo 2022)
- Cardinale Leonardo Ulrich Steiner, O.F.M., dal 27 marzo 2022

### Secondi Vicepresidenti
- Mauricio López Oropesa, dal 27 marzo 2022